# جائزة الصين الكبرى للدراجات النارية 2005
جائزة الصين الكبرى للدراجات النارية 2005 هو سباق دراجات نارية أقيم بتاريخ 1 مايو 2005 في حلبة شانغهاي الدولية. كان الجولة الثالثة من أصل 17 في سباق الجائزة الكبرى للدراجات النارية موسم 2005. فاز الإيطالي فالنتينو روسي بفئة الموتو جي بي بينما جاء الفرنسي أوليفييه جاك في المركز الثاني وحصل على المركز الثالث الإيطالي ماركو ميلاندري.

## وصلات خارجية
- الموقع الرسمي